# Zaręby-Bolędy
Zaręby-Bolędy – wieś sołecka w Polsce położona w województwie mazowieckim, w powiecie ostrowskim, w gminie Andrzejewo.
| SIMC    | Nazwa         | Rodzaj    |
| ------- | ------------- | --------- |
| 0394878 | Zaręby Ciemne | część wsi |

W latach 1954–1958 wieś należała i była siedzibą gromady Zaręby-Bolędy, po jej zniesieniu w gromadzie Andrzejewo. Zmianie gromady towarzyszyła też zmiana województwa i powiatu. W latach 1975–1998 miejscowość administracyjnie należała do województwa łomżyńskiego.
Wierni Kościoła rzymskokatolickiego należą do parafii św. Doroty w Rosochatem Kościelnem.